# Boschigt Dschonon
Boschigt Dschonon oder Bosight Setsen Khan (mongolisch Бошигт сэцэн хаан, chinesisch 卜失兔, Pinyin bǔshītù, fr.: Boshugtu Khong tayiji) war ein Herrscher der mongolischen Tümed (Түмэд; 土默特部) aus dem Clan der Bordschigin (siehe: Dschingisiden) zwischen 1613 und 1627. Er war der Sohn von Chaotu Tayiji (Chawtu Taiji), des Sohnes von Namudai Sechen Khan.

## Leben
1607, nach dem Tod von Namudai Sechen, machte die Regentin Erketü Qatun (Sanniangzi, Yungen) in der Nachfolge von Altan Khan ihren Enkel Sonom Taiji (Соном тайж) zum König der Tümed. Sie hatte dabei Unterstützung einiger Adliger und es entspann sich ein Krieg um die Macht, welcher bis zum Tod von Erketü Qatun 1612 anhielt. Die Partei von Sonom Taiji erlitt eine militärisch-wirtschaftliche Niederlage und unter dem Druck der Ming-Dynastie wurde Sonom Taiji mit seinen Unterstützern besiegt. Boschigt Dschonon wurde der vierte König und Fürst Chakravardi der Tümed. Die Provinzherrscher erkannten ihn jedoch nicht an und das Königreich der Tümed zerfiel. Als 1627 der Tsahar Ligdan Khan im Kampf gegen die Armee von Nurhaci umkam, wurde auch die Stadt Khokh erobert und das Königtum der Tümed zerstört.

## Familie
Von einer nicht namentlich bekannten Frau hatte Boschigt Dschonon einen Sohn, Emubu Khan, den letzten König der Tümed (1632–1636), welcher 1636 abgesetzt wurde.